# Villiers-Couture
Villiers-Couture ist eine französische Gemeinde mit 108 Einwohnern (Stand: 1. Januar 2022) im Département Charente-Maritime in der Region Nouvelle-Aquitaine (vor 2016: Poitou-Charentes); sie gehört zum Arrondissement Saint-Jean-d’Angély und zum Kanton Matha. Die Einwohner werden Villiéroisund Villiéroises genannt.

## Geographie
Villiers-Couture liegt etwa 75 Kilometer ostsüdöstlich von La Rochelle in der Saintonge. Umgeben wird Villiers-Couture von den Nachbargemeinden Aubigné im Norden, Villemain im Nordosten, Couture-d’Argenson im Osten, Chives im Südosten, Fontaine-Chalendray im Süden sowie Romazières im Westen.

## Bevölkerungsentwicklung
| Jahr                       | 1962 | 1968 | 1975 | 1982 | 1990 | 1999 | 2006 | 2019 |
| Einwohner                  | 187  | 171  | 151  | 171  | 163  | 168  | 156  | 110  |
| Quellen: Cassini und INSEE |      |      |      |      |      |      |      |      |

## Sehenswürdigkeiten
- Kirche Saint-Hilaire aus dem 11. Jahrhundert, im 15. Jahrhundert neu gebaut, seit 1969 als Monument historique eingeschrieben

Siehe auch: Liste der Monuments historiques in Villiers-Couture

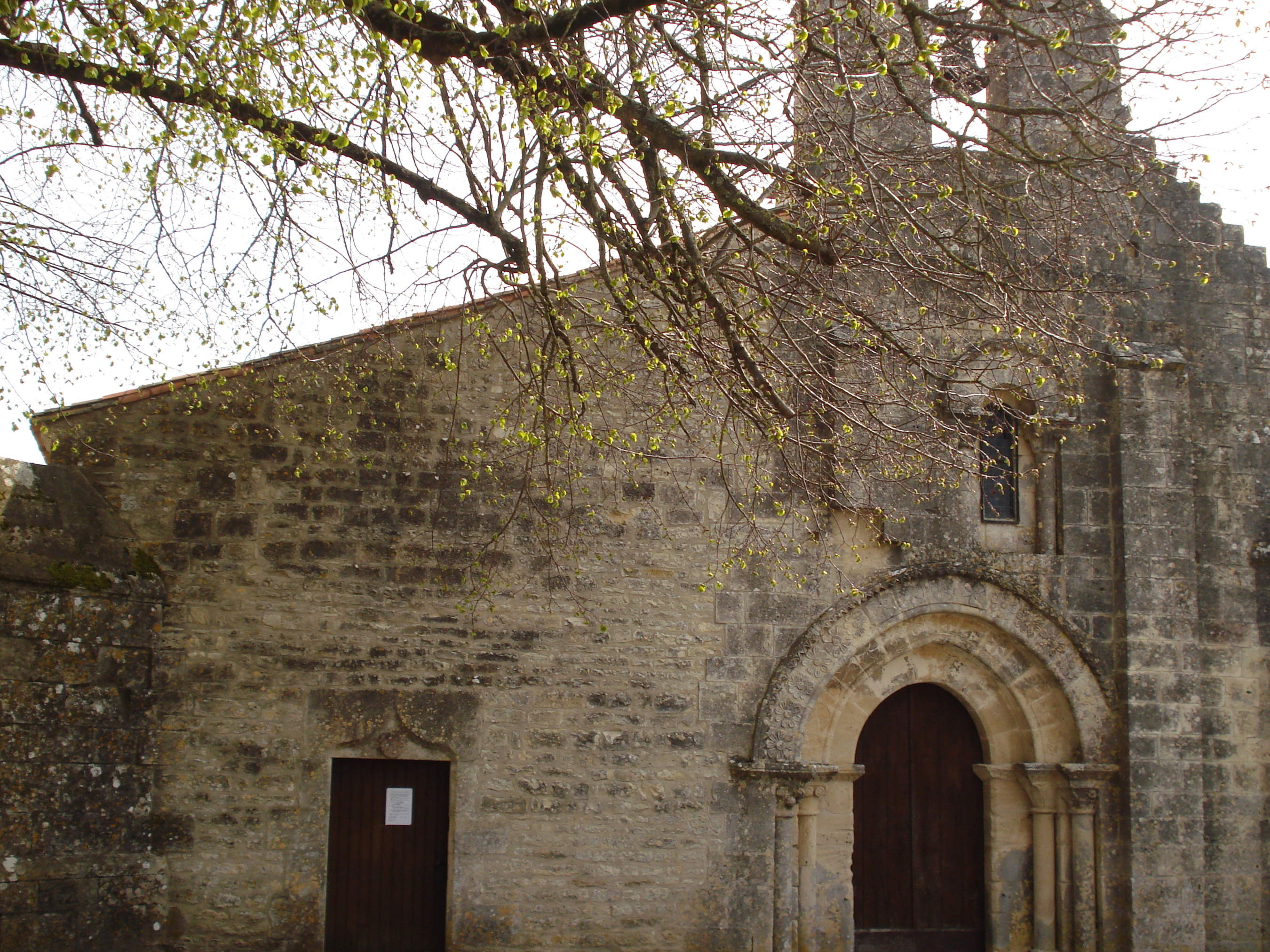
Kirche Saint-Hilaire
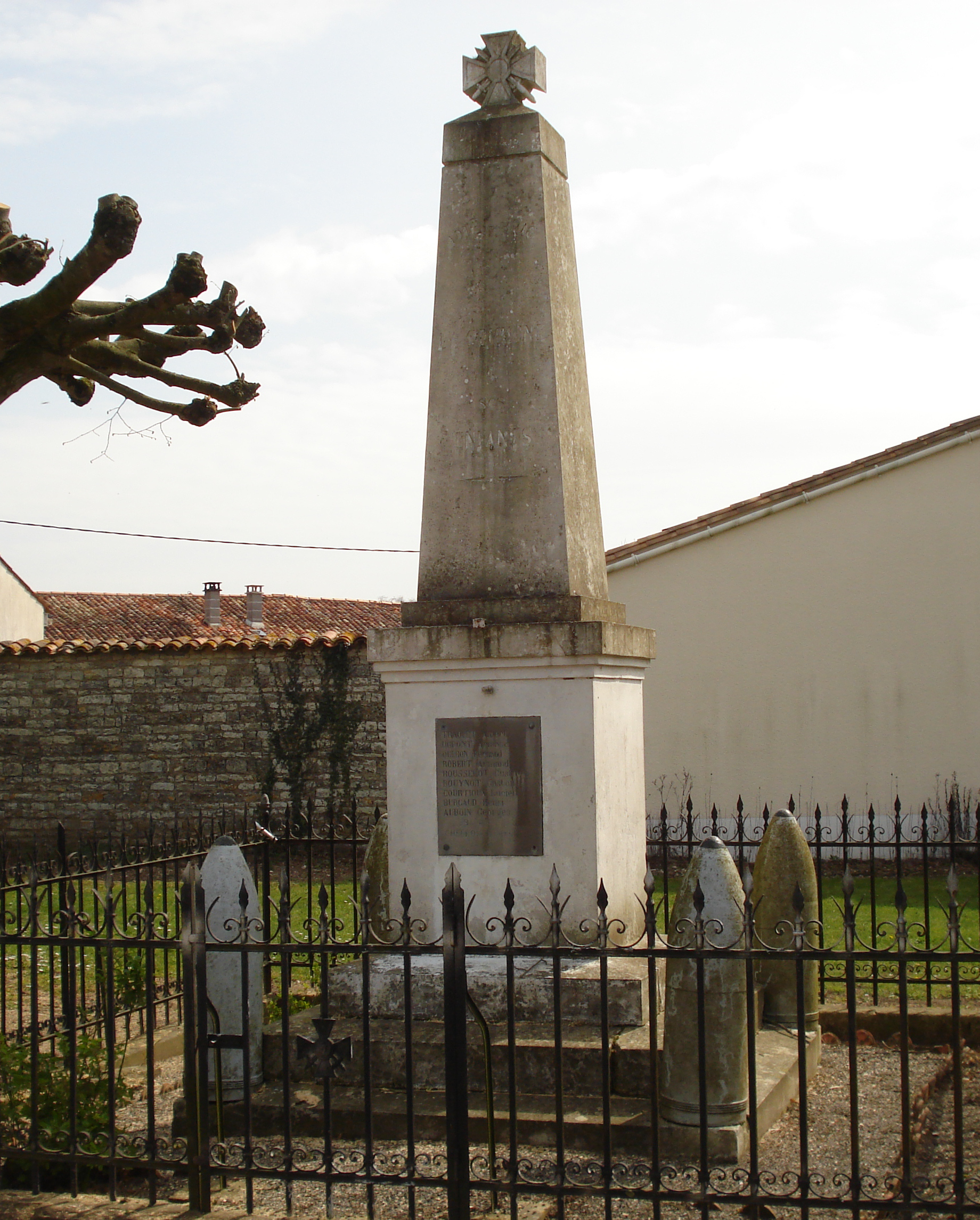
Gefallenendenkmal